# Estação de Iaçu
A Estação Ferroviária de Iaçu ou simplesmente Estação de Iaçu é uma das estações que atualmente realiza o transporte de carga operados pela Ferrovia Centro-Atlântica S.A. (FCA).

## História
A estação foi aberta com o nome de Sítio Novo em 15 de outubro de 1883 pela Brazilian Imperial Central Bahia Railway Company Limited para ser uma das estações que formavam a Estrada de Ferro Central da Bahia. Entre 1935 e 1939, ela passou a ser operada pela estatal Viação Férrea Federal Leste Brasileiro.
No final da década de 1940, ela passa a ser denominada de Estação Iaçu e em 1955 passou por obras de modernização que resultaram na reinauguração, em 27 de outubro do mesmo ano, de um novo prédio que ainda é a estação atual.
Além dos trens cargueiros, a Estação de Iaçu atendia ao transporte ferroviário de passageiros até fevereiro de 1977, quando este uso foi desativado, de modo que esta estação passou a ter função meramente no transporte de cargas.
Em 23 de dezembro de 1983, ocorreu um acidente que resultou na destruição da ponte que atravessava o rio paraguaçu e que fazia parte da linha Centro-Sul, no trecho que conectava as estações de Iaçu e de Itaberaba. Desde esse acidente, combinado com a falta de investimentos nas ferrovias brasileiras, não surgiram mais obras de recuperação que permitissem a retomada dessa linha ferroviária.
Desde 1996, com a privatização da Rede Ferroviária Federal (RFFSA), a sua malha ferroviária passou a ser administrada pela concessionária Ferrovia Centro-Atlântica S.A., empresa que em 2011 veio a ser adquirida pela VLI Multimodal S.A., sendo a esta empresa a entidade atualmente responsável pela estação e pela malha ferroviária que está conectada com ela.

## Linhas e ramais
A Estação de Iaçu é uma das estações que forma a Linha Sul, linha que conectava Mapele (Simões Filho, Bahia) até Monte Azul (Minas Gerais), e também era a estação que servia como ponto de partida da Linha Centro-Sul, linha que saía de Iaçu, passando por Itaberaba, Rui Barbosa, Jacobina até chegar em Senhor do Bonfim.
Esta estação está interligada com as seguintes ferrovias:
- EF-025: liga Iaçu à Salvador (BA);
- EF-116: liga Iaçu à Corinto (MG).

## Trem da Grota
O Trem da Grota é o nome pela qual era popularmente conhecido pela população sertaneja do interior da Bahia a Linha Centro-Sul, ou seja, o trecho da malha ferroviária que saindo de Iaçu chegava em Senhor do Bonfim e que integrava a Estrada de Ferro Central da Bahia (EFCBH). Esta linha tinha a extensão de até 353 km da ferrovia.
Autorizada a sua construção pelo governo imperial ainda em 1888, o Trem da Grota era uma linha férrea que teve seu primeiro trecho aberto ao tráfego em 1917 e que teve alguma regularidade nas suas atividades até o ano de 1976, quando passou a por um contínuo processo de desativação.
O nome "trem da grota" se deve ao fato de que: "Das imediações de Ruy Barbosa a Senhor do Bonfim, serpenteava por entre as serras e vales numa área de transição entre a vegetação de mata serrana e a caatinga. Na sabedoria popular, este tipo de região geográfica ao pé de cadeias montanhosas e que apresenta vegetação e climas híbridos, neste caso o serrano e o semi-árido, recebe o nome de Grota. Por esta razão, na sua área de atuação e também além dela, a Linha Centro-Sul recebeu nomes populares como ramal, comboio, ferrovia, linha ou trem da Grota."
De acordo com o historiador Aloísio Santos da Cunha, em estudo historiográfico realizado no ano de 2011, as estações que compunham o trem da grota eram as seguintes:
|    | Estação ferroviária | Município         | Inauguração | Situação em 2011 |
| -- | ------------------- | ----------------- | ----------- | --- |
| 1  | Iaçú                | Iaçu              | 1883        | Em uso pela FCA - Ferrovia Centro Atlântica S.A.                                                                         |
| 2  | Itaberaba           | Itaberaba         | 1926        | Transformada em terminal rodoviário local.                                                                               |
| 3  | Itaíba              | Itaberaba         | 1928        | Abandonada e depredada                                                                                                   |
| 4  | Capivara            | Itaberaba         | 1951        | Demolida. |
| 5  | Rui Barbosa         | Rui Barbosa       | 15/12/1951  | Abandonada |
| 6  | Macajuba            | Macajuba          | 1955        | Abandonada. |
| 7  | Jequitibá           | Mundo Novo        | 15/12/1951  | Depósito da associação comunitária local.                                                                                |
| 8  | Poços               | Mundo Novo        | 15/12/1951  | Demolida. |
| 9  | Barra de Mundo Novo | Mundo Novo        | 16/02/1937  | Abandonada e depredada.                                                                                                  |
| 10 | Piritiba            | Piritiba          | 1934        | Centro cultural administrado pela prefeitura municipal.                                                                  |
| 11 | França              | Piritiba          | 12/10/1923  | Abandonada e depredada. Ocupada parcialmente por um bar com o pátio de manobras transformado em um parque de vaquejadas. |
| 12 | Miguel Calmon       | Miguel Calmon     | 12/10/1923  | Terminal rodoviário. |
| 13 | Jacobina            | Jacobina          | 27/06/1920  | Demolida. |
| 14 | Caem                | Caém              | 12/10/1918  | Centro cultural administrado pela prefeitura, mas somente o bar funciona regularmente.                                   |
| 15 | Saúde               | Saúde             | 06/05/1918  | Centro cultural administrado pela prefeitura, mas não funciona regularmente.                                             |
| 16 | Pindobaçu           | Pindobaçu         | 01/03/1917  | Abandonada. |
| 17 | Fumaça              | Pindobaçu         | 1947        | Ignorada. |
| 18 | Laginhas            | Antônio Gonçalves | 1952        | Ignorada. |
| 19 | Antônio Gonçalves   | Antônio Gonçalves | 01/03/1917  | Abandonada e depredada.                                                                                                  |
| 20 | Campo Formoso       | Campo Formoso     | 01/03/1917  | Abandonada. Constituía um ramal da linha que saía de Antônio Gonçalves.                                                  |
| 21 | Missão do Sahy      | Senhor do Bonfim  | 01/03/1917  | Abandonada e depredada.                                                                                                  |
| 22 | Senhor do Bonfim    | Senhor do Bonfim  | 31/08/1887  | Em uso pela Ferrovia Centro Atlântica S.A. - FCA.                                                                        |